# Talco
Talco – włoski zespół grający muzykę ska-punk. Założony został w 2001 roku w mieście Marghera. Muzyka, którą wykonują, jest określana jako skrzyżowanie stylu The Clash z włoskim folkiem miejskim oraz Manu Chao, a sami muzycy mówią o wykonywanym przez siebie gatunku „Combat Ska Folk Punk”. Popularność Talco przyniosły zwłaszcza dwa nagrania: „Bella Ciao”, punkowa wersja antyfaszystowskiej pieśni z II wojny światowej, oraz „St. Pauli”, utwór, który stał się oficjalnym hymnem niemieckiej drużyny piłkarskiej FC St. Pauli z Hamburga.

## Muzycy
- Dema (Tomaso De Mattia)- wokal, gitara, gitara akustyczna
- Jesus (Emanuele Randon) – gitara, banjo, mandolina
- Ketto (Marco Salvatici) – gitara basowa
- Nick (Nicola Marangon) – perkusja
- Cioro (Enrico Marchioro) – saksofon
- Turborizia (Andrea Barin) – trąbka

## Dyskografia

### Albumy studyjne
- Talko Mentolato - demo, 2001
- Tutti Assolti - 2004
- Combat Circus - 2006
- Mazel Tov - 2008
- La Cretina Commedia - 2010
- Gran Gala - 2012
- Silent Town - 2015 (6th November)

### Single
- Corri - 2005
- La Carovana - 2006
- St. Pauli - 2008
- La Parabola Dei Battaghi - 2010
- Perdutto Maggio - 2011
- Danza Dell'Autunno Rosa - 2012
- San Maritan - 2012
- Teleternità - 2013
- La mia città - 2013

### Kompilacje
- 100 Jahre St-Pauli - St. Pauli
- Skannibal Party Vol.4 - Notti cilene
- Nextpunk Vol.2 - L'odore della morte
- Punx United for Chapas - 60 anni
- Kob vs Mad Butcher - Corri e La Carovana (DVD)